# Liant sans chasse
Cette page contient des caractères spéciaux ou non latins. S’ils s’affichent mal (▯, ?, etc.), consultez la page d’aide Unicode.
Le liant sans chasse (abrégé LSC ou ZWJ pour zero-width joiner en anglais) est, en informatique et en typographie, un caractère sans chasse (U+200D espace sans chasse, HTML : &zwj;), qui est utilisé pour indiquer qu’une connexion cursive ou une ligature doit être faite entre deux caractères. Il ne joue pas de rôle dans la séparation des mots. Il peut par exemple être utilisé pour obtenir la forme d’une caractère lorsque celui-ci est lié à un autre. Il est à comparer à l’antiliant sans chasse (ALSC) qui a un rôle opposé.

## Exemples
| Chaîne de caractères | Apparence | Description                                             |
| -------------------- | --------- | ------------------------------------------------------- |
| 👨👩👦               | 👨👩👦    | Homme, femme, garçon                                    |
| 👨⬚👩⬚👦             | 👨‍👩‍👦        | Famille composée d’un homme, d’une femme et d’un garçon |
| 🏳⬚🌈                 | 🏳️‍🌈        | Drapeau arc-en-ciel                                     |
| 🏃🏻⬚♀                 | 🏃🏻‍♀        | coureuse à la peau Fitzpatrick type 1-2                 |
| 🏃🏿⬚♀                 | 🏃🏿‍♀        | coureuse à la peau Fitzpatrick type 6                   |

| chaîne de caractères | résultat | image |
| -------------------- | -------- | ----- |
| क ◌्                  | क्        | 5em   |
| क ◌् ⬚                | क्‍        | 5em   |
| क ◌् ष                | क्ष       | 5em   |
| क ◌् ⬚ ष              | क्‍ष        | 5em   |

| chaîne de caractères | résultat | image |
| -------------------- | -------- | ----- |
| ل ا                  | لا       | 5em   |
| ل ⬚ ا                | ل‍ا        | 5em   |
| ل ⬚ ا                | ل‌ا       | 5em   |

## Sécurité
Le liant sans chasse est parfois utilisé pour l’offuscation de faux noms de domaine dans les URL ou les pourriels.[réf. nécessaire]

## Voir
- Antiliant sans chasse
- Diacritique invisible bloquant
- Espace sans chasse